# Morti nel 1993/Febbraio
| Questa pagina contiene informazioni ricavate automaticamente dalle voci biografiche con l'ausilio del template Bio e di un bot. L'aggiornamento è periodico e automatico e ricostruisce completamente la pagina. Se manca una persona in questa lista, sei pregato di non aggiungerla, ma accertati piuttosto che la sua voce biografica contenga il template Bio e che i dati anagrafici siano correttamente compilati. Se il template Bio manca, inseriscilo tu stesso o, in alternativa, metti l'avviso {{tmp\|Bio}} che ne segnala la mancanza. Se i dati riportati sono sbagliati, correggi direttamente la voce biografica; le modifiche saranno visibili in questa lista entro pochi giorni. Per chiarimenti vedi il progetto biografie. La lista contiene solo le 110 persone che sono citate nell'enciclopedia e per le quali è stato implementato correttamente il template Bio. Pagina aggiornata al 3 mar 2024. |

- 1º febbraio - William Brasseur, vescovo cattolico belga (n. 1903)
- 1º febbraio - José Bravo Domínguez, calciatore spagnolo (n. 1916)
- 1º febbraio - Mehrab Shahrokhi, calciatore iraniano (n. 1944)
- 1º febbraio - Gregg G. Tallas, regista greco (n. 1909)
- 1º febbraio - Sven Thofelt, pentatleta e schermidore svedese (n. 1904)
- 2 febbraio - Gino Bechi, baritono e attore italiano (n. 1913)
- 2 febbraio - Emilio Bulgarelli, pallanuotista italiano (n. 1917)
- 2 febbraio - Clemente Fracassi, regista e produttore cinematografico italiano (n. 1917)
- 2 febbraio - Manlio Guardabassi, attore, doppiatore e regista italiano (n. 1916)
- 2 febbraio - Michael Klein, calciatore rumeno (n. 1959)
- 2 febbraio - Emmett Morrison, cestista statunitense (n. 1915)
- 2 febbraio - Harry Nilsson, calciatore svedese (n. 1916)
- 2 febbraio - François Reichenbach, regista e sceneggiatore francese (n. 1921)
- 2 febbraio - Alexander Schneider, violinista, direttore d'orchestra e docente russo (n. 1908)
- 3 febbraio - Rosetta Calavetta, attrice e doppiatrice italiana (n. 1914)
- 3 febbraio - Gianni Colombo, artista italiano (n. 1937)
- 3 febbraio - Karel Goeyvaerts, compositore belga (n. 1923)
- 3 febbraio - Éliane de Meuse, pittrice belga (n. 1899)
- 5 febbraio - Otto Häuptli, calciatore svizzero (n. 1924)
- 5 febbraio - Hans Jonas, filosofo tedesco (n. 1903)
- 5 febbraio - Joseph L. Mankiewicz, regista, sceneggiatore e produttore cinematografico statunitense (n. 1909)
- 5 febbraio - Angelo Pennoni, fotografo italiano (n. 1922)
- 6 febbraio - Arthur Ashe, tennista statunitense (n. 1943)
- 6 febbraio - George Bellew, ufficiale irlandese (n. 1899)
- 6 febbraio - Ruggero Biancani, discobolo e pesista italiano (n. 1915)
- 6 febbraio - Bruno Bosco, politico italiano (n. 1925)
- 6 febbraio - Walter Kelly, calciatore scozzese (n. 1929)
- 6 febbraio - Ion Negoițescu, scrittore, poeta e saggista romeno (n. 1921)
- 7 febbraio - Duilio Brignetti, pentatleta italiano (n. 1926)
- 7 febbraio - Mario Farinella, scrittore, giornalista e poeta italiano (n. 1922)
- 7 febbraio - Araceli Gilbert, pittrice ecuadoriana (n. 1913)
- 7 febbraio - Nino Leotti, pittore italiano (n. 1919)
- 7 febbraio - Şövkət Ələkbərova, cantante azera (n. 1922)
- 8 febbraio - Filip Bondarenko, compositore di scacchi ucraino (n. 1905)
- 8 febbraio - Douglas Heyes, regista, sceneggiatore e scrittore statunitense (n. 1919)
- 8 febbraio - Decimo Martelli, politico italiano (n. 1918)
- 8 febbraio - Renato Pasturenti, arbitro di calcio, allenatore di calcio e dirigente sportivo italiano (n. 1907)
- 8 febbraio - Nagalingam Shanmugathasan, politico cingalese (n. 1920)
- 9 febbraio - Bill Grundy, conduttore televisivo e giornalista britannico (n. 1923)
- 10 febbraio - Maurice Bourgès-Maunoury, politico francese (n. 1914)
- 10 febbraio - Bengt Edlén, fisico e astronomo svedese (n. 1906)
- 10 febbraio - Bruno Falck, imprenditore e ingegnere italiano (n. 1902)
- 11 febbraio - Robert William Holley, biochimico statunitense (n. 1922)
- 11 febbraio - Oksana Kostina, ginnasta sovietica (n. 1972)
- 11 febbraio - Desanka Maksimović, poetessa serba (n. 1898)
- 11 febbraio - Félix Ruiz, calciatore spagnolo (n. 1940)
- 12 febbraio - Luigi D'Amato, giornalista e politico italiano (n. 1924)
- 13 febbraio - Francesco Candelli, politico e operaio italiano (n. 1921)
- 13 febbraio - Henry Duey, sollevatore statunitense (n. 1908)
- 13 febbraio - Willoughby Gray, attore inglese (n. 1916)
- 13 febbraio - Reginaldo Monticelli, politico italiano (n. 1906)
- 14 febbraio - Elek Bacsik, chitarrista e violinista ungherese (n. 1926)
- 15 febbraio - Enzo Boschetti, presbitero italiano (n. 1929)
- 15 febbraio - Michele Cimarosa, attore italiano (n. 1926)
- 15 febbraio - George Wallington, pianista e compositore statunitense (n. 1924)
- 15 febbraio - Marie-Louise Linssen-Vaessen, nuotatrice olandese (n. 1928)
- 15 febbraio - Enrico Schiavetti, calciatore italiano (n. 1920)
- 16 febbraio - Amos Guttman, regista israeliano (n. 1954)
- 16 febbraio - Giovanni Robert, ingegnere italiano (n. 1907)
- 16 febbraio - Johann Weynand, politico belga (n. 1923)
- 17 febbraio - Hans Baur, generale tedesco (n. 1897)
- 17 febbraio - Jack Froggatt, calciatore inglese (n. 1922)
- 18 febbraio - Renato Gaudioso, alpinista, giornalista e regista italiano (n. 1920)
- 18 febbraio - Ted Haworth, scenografo statunitense (n. 1917)
- 18 febbraio - Jacqueline Hill, attrice britannica (n. 1929)
- 18 febbraio - Kerry Von Erich, wrestler statunitense (n. 1960)
- 19 febbraio - Oleksandr Serhijovič Davydov, fisico sovietico (n. 1912)
- 20 febbraio - Luciano Bolis, antifascista e partigiano italiano (n. 1918)
- 20 febbraio - Howard Mayer Brown, musicologo statunitense (n. 1930)
- 20 febbraio - Janka Guzová, cantante slovacca (n. 1917)
- 20 febbraio - Ferruccio Lamborghini, imprenditore italiano (n. 1916)
- 20 febbraio - Takeo Yoshikawa, agente segreto giapponese (n. 1914)
- 21 febbraio - Felice Borel, allenatore di calcio e calciatore italiano (n. 1914)
- 21 febbraio - Harvey Kurtzman, fumettista statunitense (n. 1924)
- 21 febbraio - Inge Lehmann, sismologa e geofisica danese (n. 1888)
- 21 febbraio - Vico Polotto, baritono italiano (n. 1919)
- 21 febbraio - Eddy Tiel, hockeista su prato olandese (n. 1926)
- 22 febbraio - Loris Borgioli, calciatore e allenatore di calcio italiano (n. 1913)
- 22 febbraio - Alferio Cubi, allenatore di calcio e calciatore italiano (n. 1907)
- 22 febbraio - Pierre Dalem, calciatore belga (n. 1912)
- 22 febbraio - Jean Lecanuet, politico francese (n. 1920)
- 22 febbraio - Mauro Nardoni, calciatore italiano (n. 1945)
- 22 febbraio - Ng Cho-fan, attore, regista e produttore cinematografico hongkonghese (n. 1911)
- 22 febbraio - Sirio Vernati, calciatore svizzero (n. 1907)
- 23 febbraio - Helmut Braselmann, pallamanista tedesco (n. 1911)
- 23 febbraio - Hans Hagen, calciatore svizzero (n. 1927)
- 23 febbraio - Mario Pani, architetto messicano (n. 1911)
- 24 febbraio - Etienne Fuzellier, insegnante, critico cinematografico e sceneggiatore francese (n. 1908)
- 24 febbraio - Vojtech Jankovič, calciatore cecoslovacco (n. 1929)
- 24 febbraio - Bobby Moore, calciatore e allenatore di calcio inglese (n. 1941)
- 24 febbraio - Roger Rochard, mezzofondista francese (n. 1913)
- 24 febbraio - Denis Vaucher, sciatore di pattuglia militare svizzero (n. 1898)
- 25 febbraio - Francisco Albino, calciatore portoghese (n. 1912)
- 25 febbraio - Eddie Constantine, attore e cantante statunitense (n. 1917)
- 25 febbraio - Luigi Origgi, calciatore italiano (n. 1928)
- 26 febbraio - John Besford, nuotatore britannico (n. 1911)
- 26 febbraio - Pina Carmirelli, violinista italiana (n. 1914)
- 26 febbraio - Constance Ford, attrice e modella statunitense (n. 1923)
- 26 febbraio - Emilio Gattoronchieri, calciatore italiano (n. 1912)
- 26 febbraio - Giulio Oggioni, vescovo cattolico italiano (n. 1916)
- 26 febbraio - Arthur Maria Rabenalt, regista austriaco (n. 1905)
- 26 febbraio - Carl Solomon, poeta e scrittore statunitense (n. 1928)
- 27 febbraio - Lillian Gish, attrice, sceneggiatrice e regista statunitense (n. 1893)
- 27 febbraio - Cosimo La Penna, calciatore italiano (n. 1924)
- 27 febbraio - Eugenio Soncini, architetto italiano (n. 1906)
- 28 febbraio - Franco Brusati, regista, sceneggiatore e commediografo italiano (n. 1922)
- 28 febbraio - Ishirō Honda, regista, produttore cinematografico e sceneggiatore giapponese (n. 1911)
- 28 febbraio - Ruby Keeler, attrice e cantante statunitense (n. 1909)
- 28 febbraio - Ilkka Koski, pugile finlandese (n. 1928)
- 28 febbraio - Joyce Carey, attrice inglese (n. 1898)